# Związek Karpatoniemiecki na Słowacji
Związek Karpatoniemiecki na Słowacji (Towarzystwo Karpackoniemieckie na Słowacji, Karpatskonemecký spolok na Slovensku, Der Karpatendeutsche Verein in der Slowakei) - organizacja kulturalno-oświatowa Niemców karpackich, powstała na Słowacji w 1990.
Organizacja została zarejestrowana przez Ministerstwo Spraw Wewnętrznych Słowacji 27 sierpnia 1990, a pierwsze zebranie organizacyjne odbyło się 30 września tego roku w Medzewie.
Dzieli się na pięć okręgów: bratysławski, Hauerland, Górny Spisz, Dolny Spisz, Bodwatal.